# متحف هونغ كونغ الطبي
تم إنشاء متحف هونغ كونغ للعلوم الطبية (بالصينية: 香港 醫學 博物館) في عام 1996، حيث يقع في مبنى تم تجديده على الطراز الإدواردي من 3 طوابق، في 2 كين لين في المستويات المتوسطة في جزيرة هونغ كونغ، كما يُشار إلى المتحف أيضًا باسم المعهد المرضي القديم.
كان الهدف من إنشاء المتحف هو تعزيز جمع وحفظ المواد ذات الأهمية التاريخية المتعلقة بتطوير الصناعة الطبية في هونغ كونغ. يتم عقد بعض المعارض من قبل المتحف في بعض الأحيان، من أجل تقديم المعلومات والأخبار الطبية الأساسية والمتقدمة، كما يعتبر أحد أهدافه المتحف الرئيسية هو المساعدة في رفع المصلحة العامة في التاريخ الطبى لهونج كونج وتعليم الناس المزيد عن الصحة والامراض.

## تاريخ المتحف
تم بناء المبنى الذي أصبح في وقت لاحق متحف هونغ كونغ للعلوم الطبية في عام 1906. وقد تم تصميمه كمعهد لدراسة البكتيريا، وأعيد تسميته إلى المعهد الباثولوجي بعد الحرب العالمية الثانية. تم تصميم المبنى من قِبَل لي & أورانج.
يعتبر المتحف أول مختبر للجراثيم في هونغ كونغ، تم بناؤه من الطوب الأحمر ويتألف من ثلاث كتل. الكتلة الرئيسية هي مبنى من طابقين مع الطابق السفلي، بينما استخدمت الثانية كمهاجع والثالثة لحفظ الحيوانات. وفي عام 1972، نُقل المعهد إلى طريق فيكتوريا، ثم استخدم المبنى كمخزن لخدمة قسم علم الأمراض في وزارة الصحة.
تم الإعلان عن المبنى كنصب تذكاري في عام 1990. وفي عام 1995، تم تسليمه إلى جمعية متحف هونغ كونغ للعلوم الطبية وتحويله إلى متحف للجمهور.

## خصائص المبنى
يتألف المتحف من ثلاثة طوابق مساحته 10 آلاف قدم مربع (930 مترًا مربعًا)، ويتألف من 11 معرض، بما في ذلك معرض ل تاي بينغ شان فيو وغرفة ألعاب ومكتبة ومسرح محاضرة غوردون كينغ.
وتشمل صالات العرض:
- معرض لوي هاك مينه
- معرض هونغ كونغ للسل، الصدر ومغرض جمعية أمراض القلب
- معرض كلية هونغ كونغ لأطباء الأشعة

## هدف المتحف

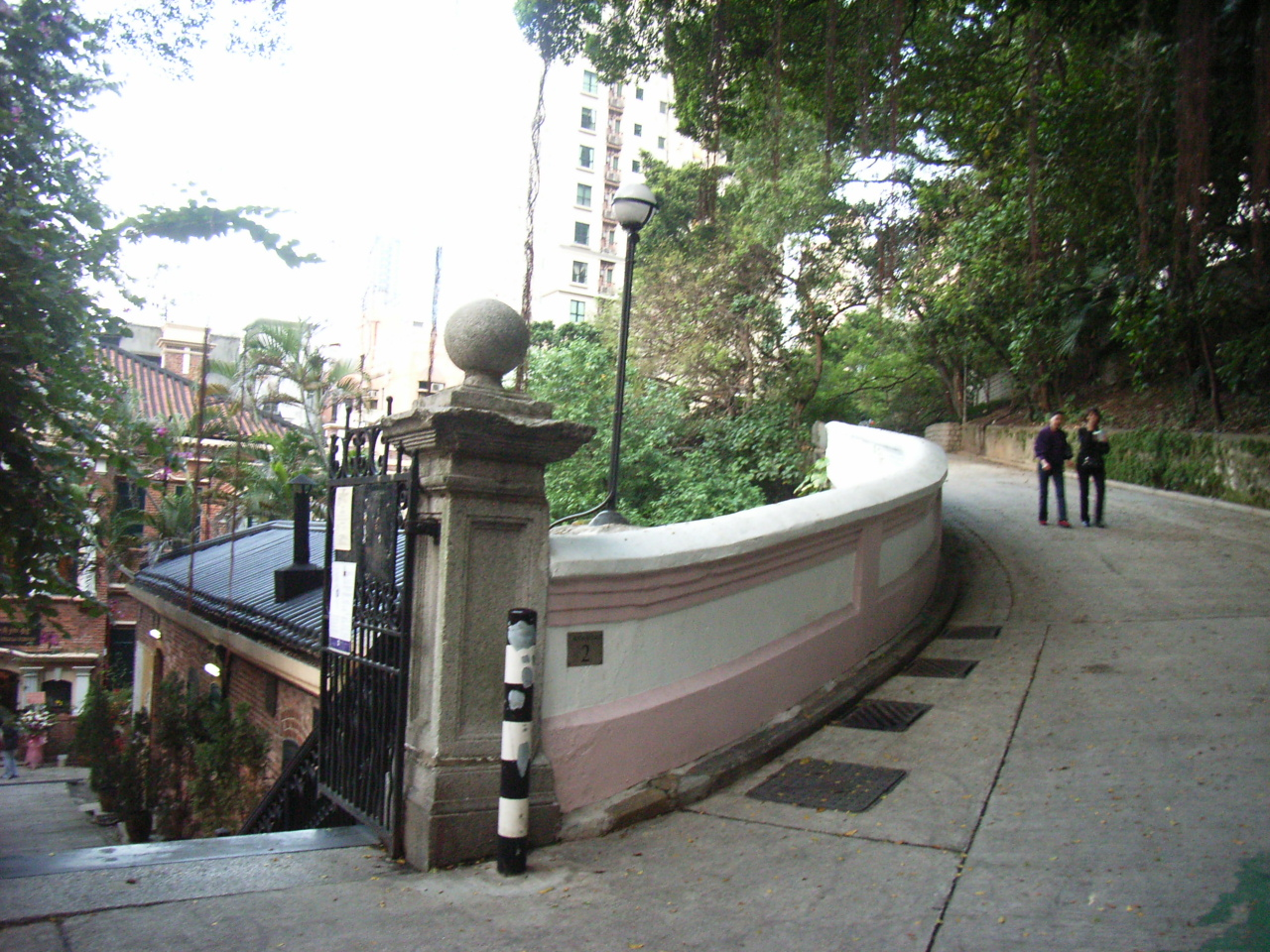
مدخل المتحف في كين لين

يعتبر الهدف من إنشاء المتحف هو توعية وتثقيف الجمهور حول التاريخ الطبي في هونغ كونغ وكذلك الحفاظ على المواد الطبية التاريخية المتعلقة بالتنمية المحلية للطب. وفي بعض الأحيان، يقوم المتحف بإقامة أنشطة خاصة لإطلاع الجمهور على المعلومات والأخبار الطبية. كما تُوزع المنشورات على الجمهور من حين إلى آخر من أجل المساعدة على إثارة اهتمام الجمهور في التاريخ الطبي لهونغ كونغ وزيادة معرفتهم وفهمهم للصحة والأمراض.

## وسائل النقل

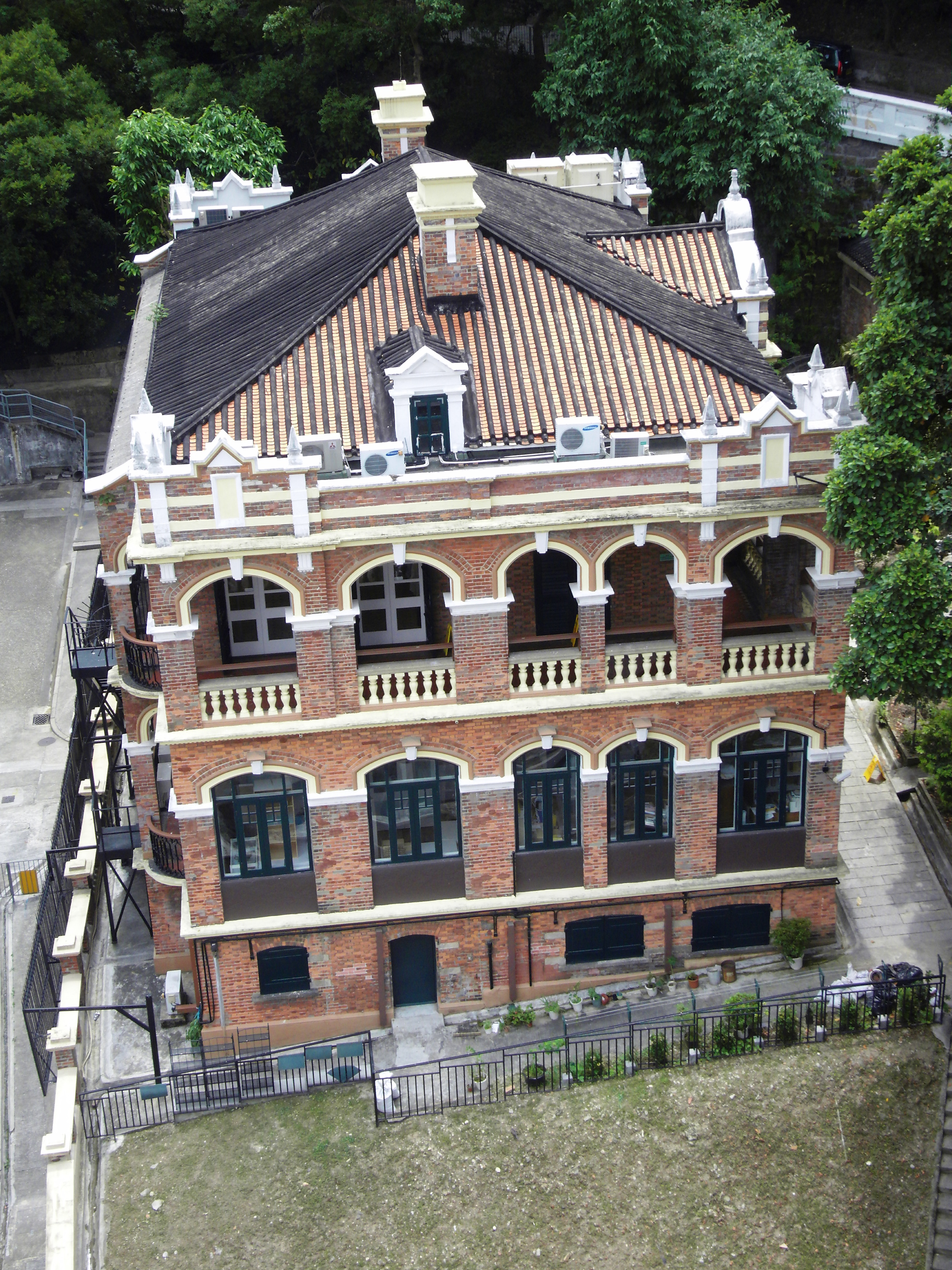
منظر كلي للمتحف

يمكن الوصول إلى المتحف على مسافة قريبة من الجنوب الغربي من محطة مترو هونغ كونغ.

## معارض المتحف

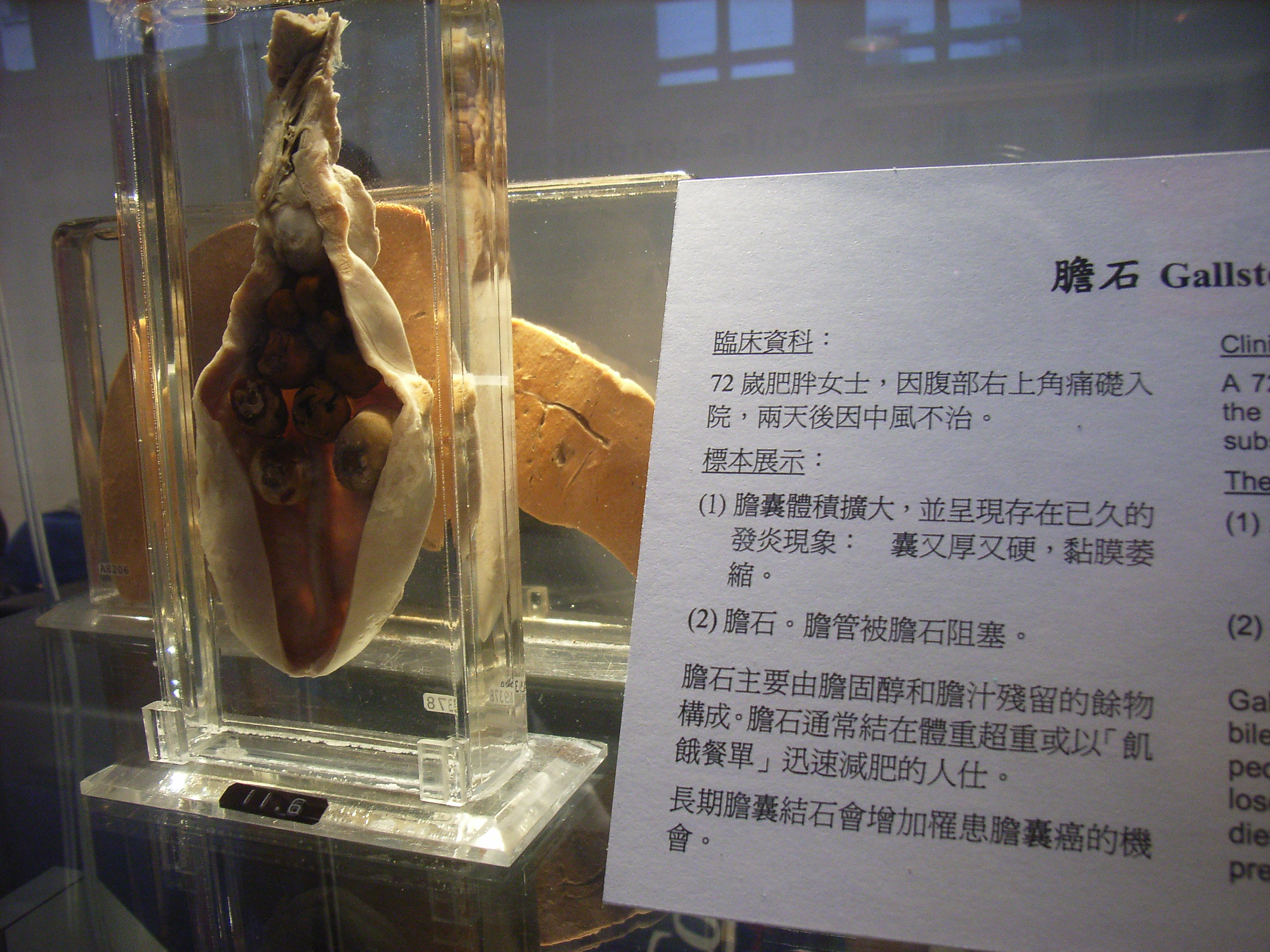
عينة معروضة في المتحف
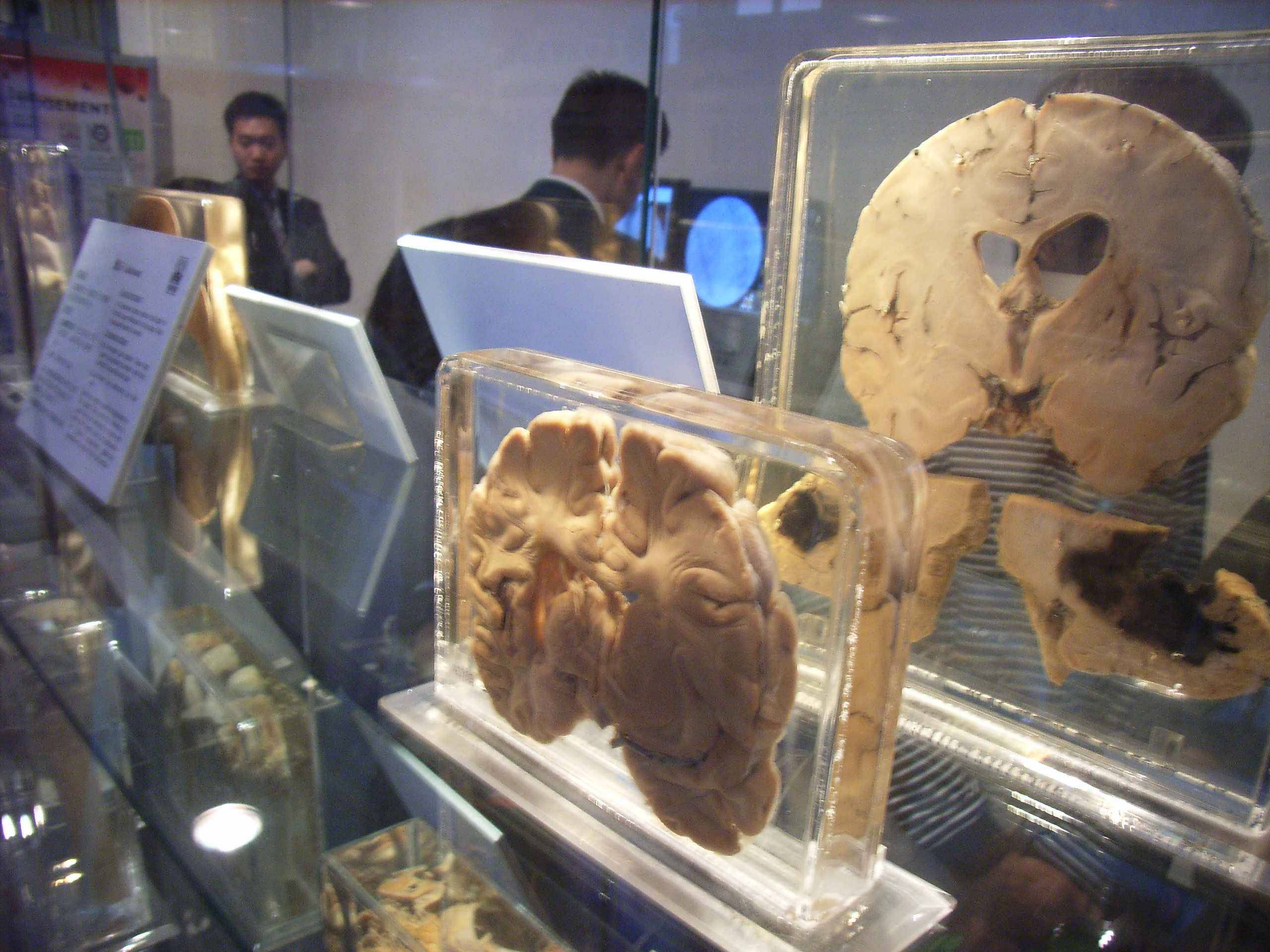
عينة أخرى معروضة في المتحف
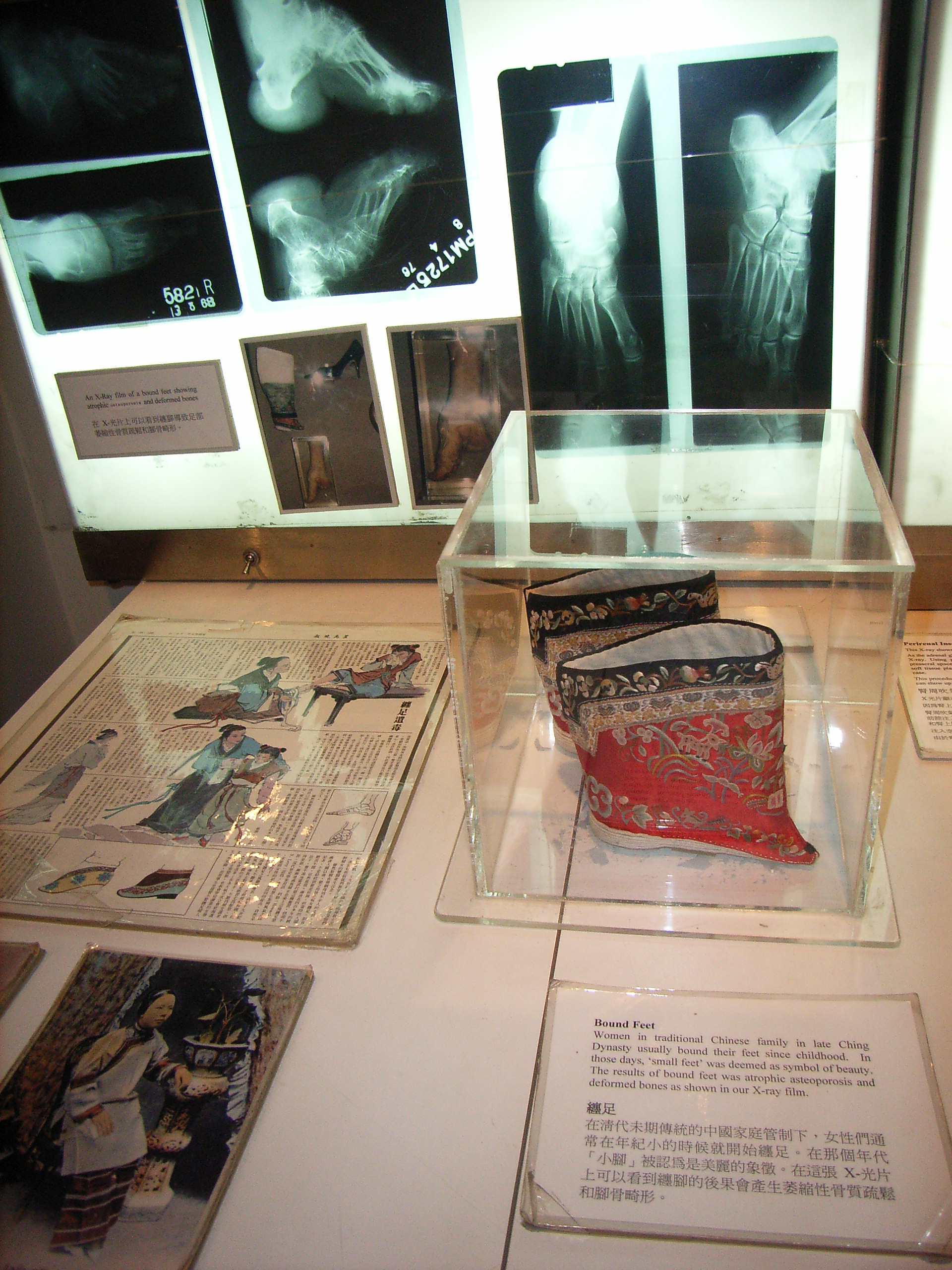
أحد معارض النتحف
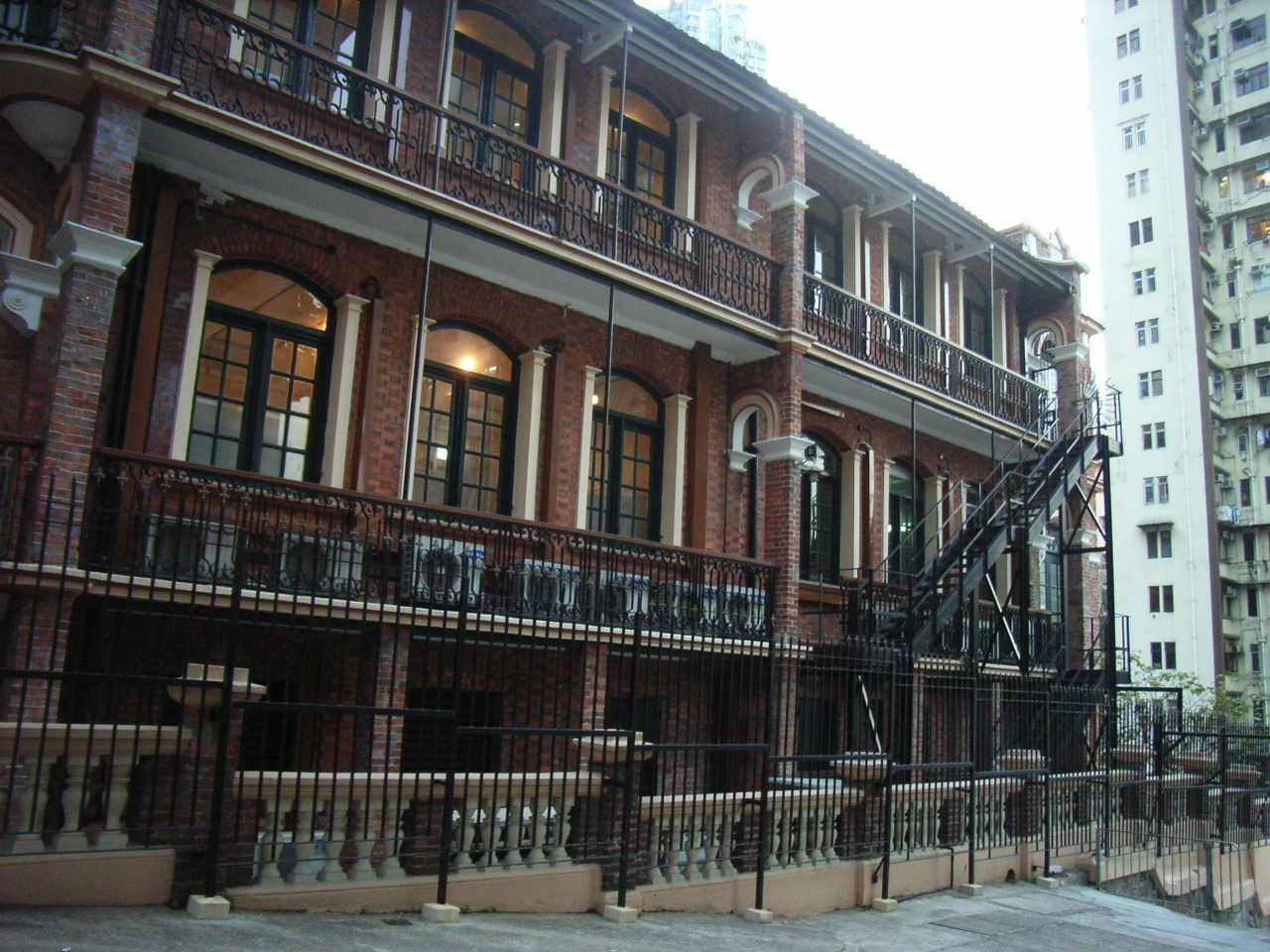
مخرج المتحف
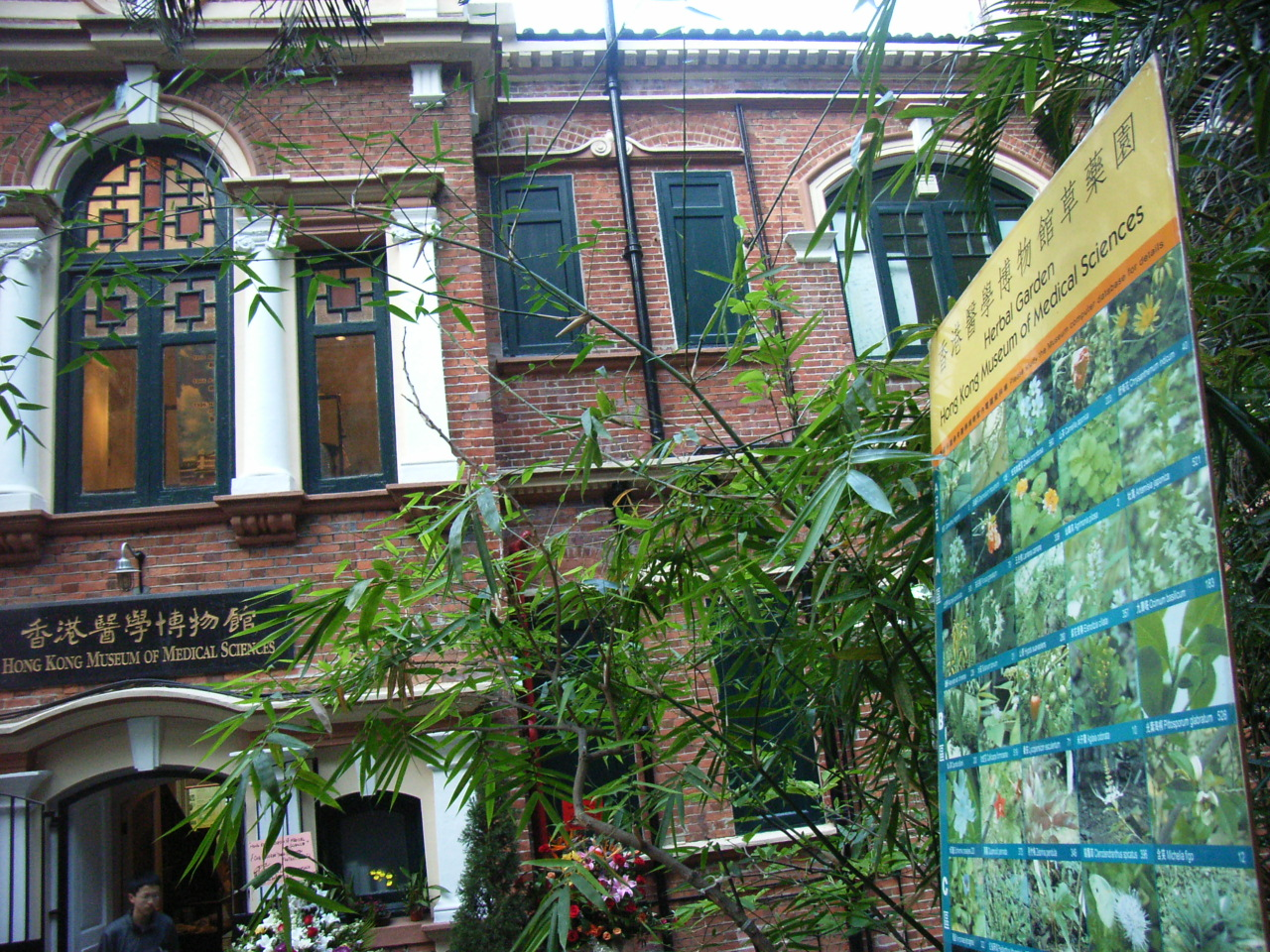
المتحف وحديقة الأعشاب الخاصة به
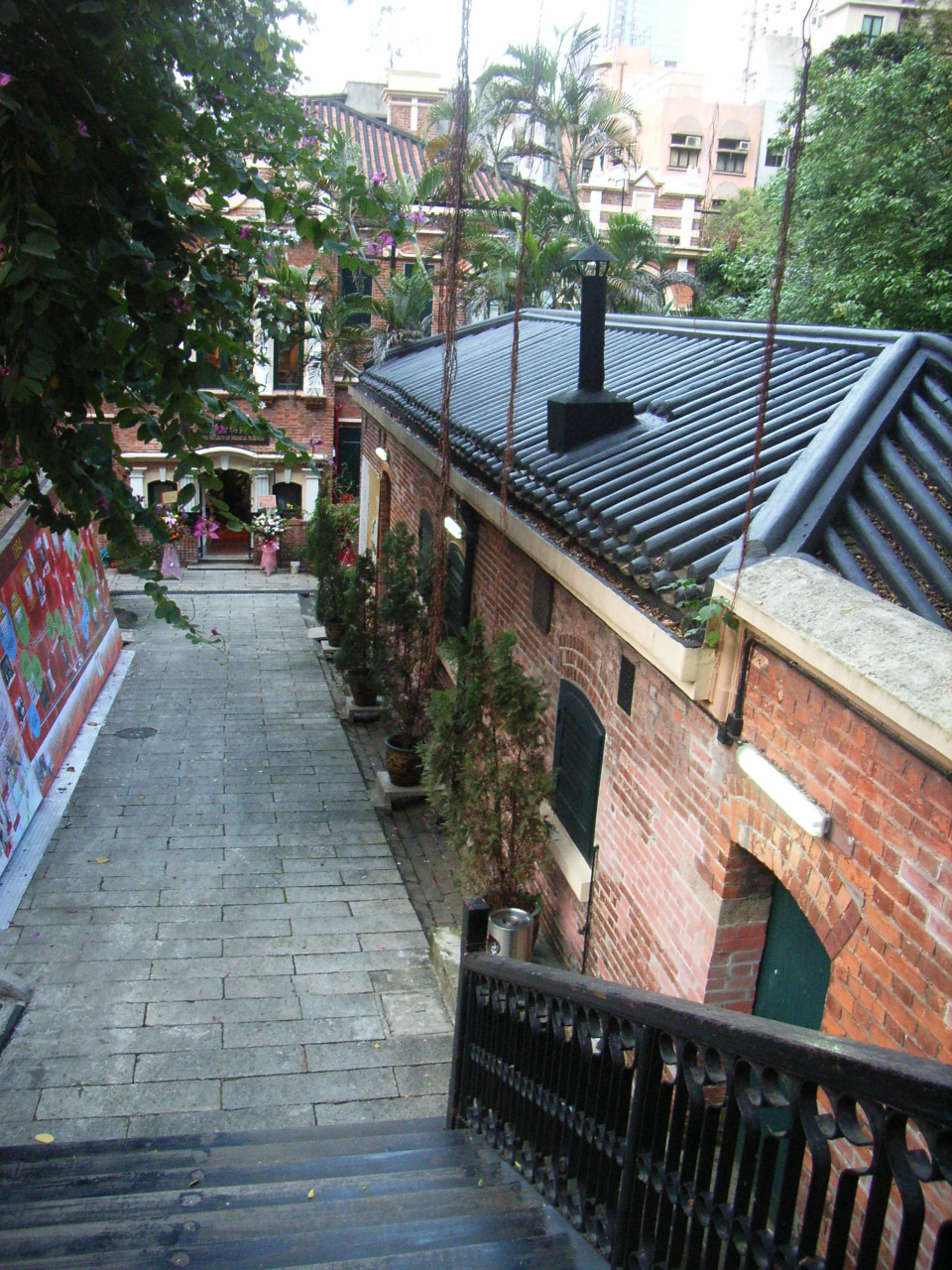
مدخل المتحف
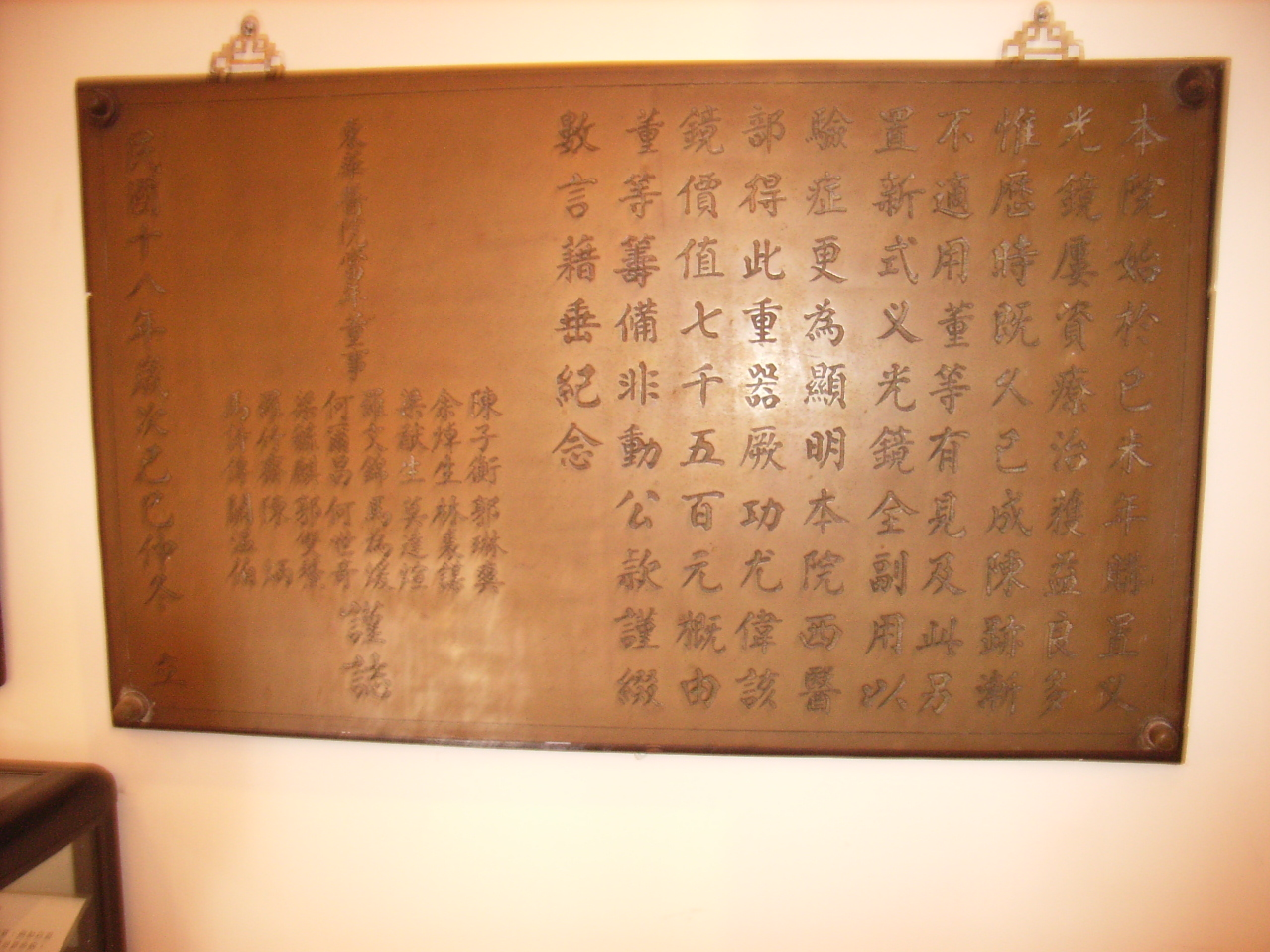
معرض مستشفى تونغ وا
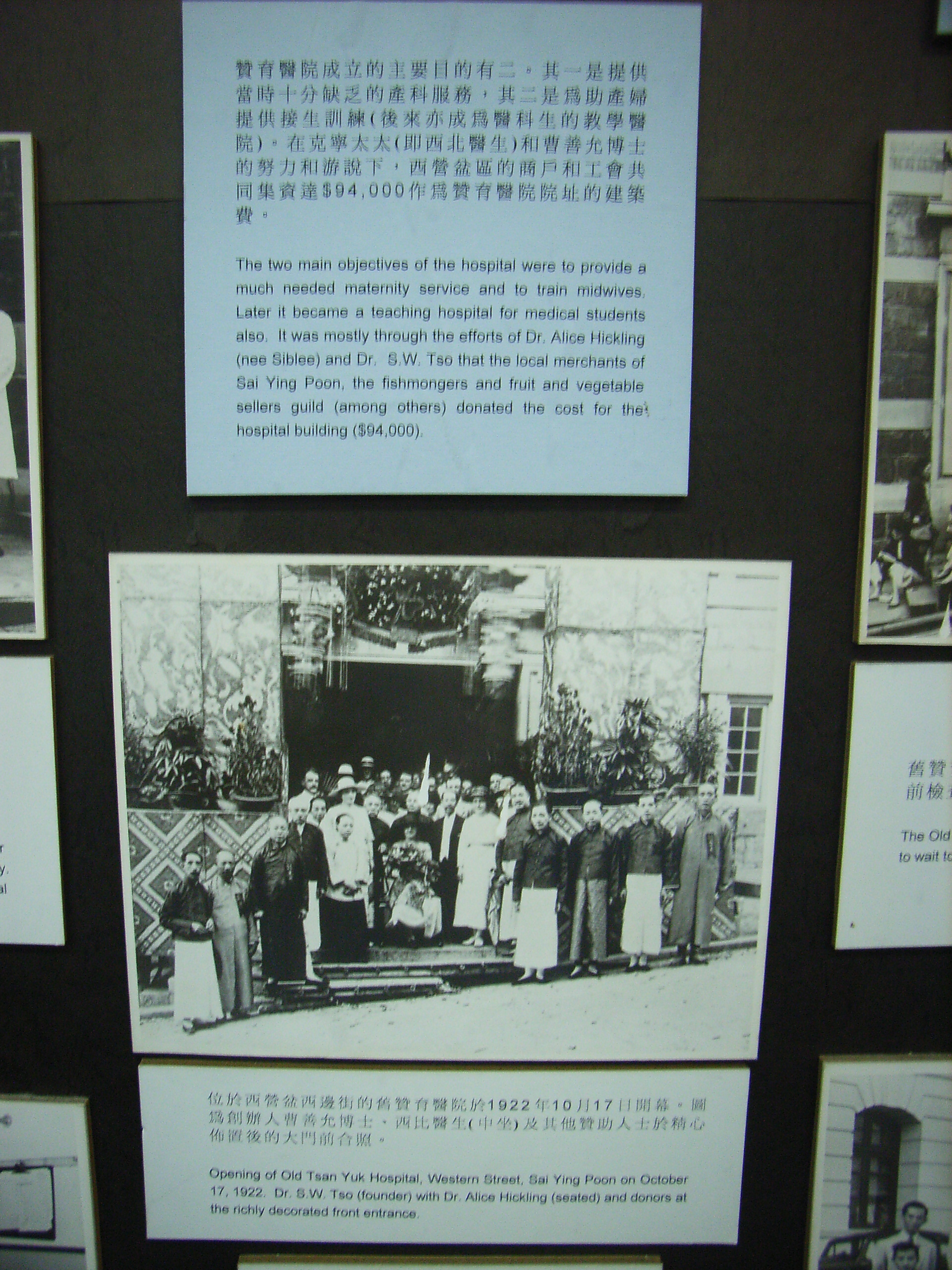
معرض يوضع تاريخ مستشفى تسوك هو

## وصلات خارجية
- Official website of the museum
- Antiquities and Monuments Office: Old Pathological Institute
- Hong Kong Museum of Medical Sciences at Google Cultural Institute
- Virtual Heritage Explorer[وصلة مكسورة]